# CNTNAP2
Contactin associeërde eiwit-like 2 (CNTNAP2), is een menselijk gen. Dit gen codeert een lid van de neurexinfamilie die in het gewervelde zenuwstelsel als molecules en receptoren van de celadhesie functioneert.

## Functie
Dit eiwit, net als andere neurexineiwitten, bevat repeterende epidermale groeifactor (EDG) en laminine G domeinen. Bovendien bevat het een F5/8 type C-domein discoidin/neuropilin- en fibrinogeenachtige domeinen, trombospondine N-terminalachtige domeinen en een mogelijke PDZ bindingsplaats. Dit eiwit is gelokaliseerd op de juxtaparanodes van gemyeliniseerde axonen, en bemiddelt de interacties tussen neuronen en gliacellen tijdens de ontwikkeling van het zenuwstelsel.
Het is ook betrokken bij de lokalisatie van kalium kanalen binnen differentiërende axonen. Dit gen omvat ongeveer 1,5% van het chromosoom 7 en is een van de grootste genen in het menselijk genoom. Het is direct gebonden en gereguleerd door forkhead box eiwit P2 (FOXP2), een transcriptiefactor die verband houden met spraak-en taalontwikkeling. Dit gen is betrokken bij verschillende neurologische aandoeningen, met inbegrip van het syndroom van Gilles de la Tourette, schizofrenie, epilepsie, autisme, ADHD en mentale retardatie.

## Interacties
CNTNAP2 werkt samen met het gen CNTN2.